# Starodavni Bližnji vzhod
Starodavni Bližnji vzhod je bil sedež zgodnjih civilizacij v regiji in v grobem ustreza sodobnemu Bližnjemu vzhodu: Mezopotamija (sodobno Irak, jugovzhod Turčije, jugozahod Irana, severovzhod Sirije in Kuvajt) , Stari Egipt, starodavni Iran (Elam, Medija, Partija in Perzija), Anatolija / Mala Azija in armensko visokogorje (Turška vzhodna Anatolija, Armenija, severozahod Irana, južna Gruzija in zahodni Azerbajdžan),  Levant (sodobna Sirija, Libanon, Palestina, Izrael in Jordanija), Ciper in Arabski polotok. Starodavni Bližnji vzhod je predmet študij na področjih bližnjevzhodne arheologije in antične zgodovine. Začne se z vzponom Sumerije v 4. tisočletju pred našim štetjem, datum konca pa se spreminja: bodisi zajema bronasto in železno dobo v regiji, do osvojitve s strani Ahemenidskega cesarstva v 6. stoletju pred našim štetjem ali Aleksandra Velikega v 4. st. pr. n. št.
Starodavni Bližnji vzhod velja za zibelko civilizacij. Bil je med prvimi ki so poznali celoletno kmetijstvo, izumil je lončarsko vreteno in nato voz - in mlinsko kolo, tu je nastala prva centralizirana vlada, zakoniki in imperiji, kot tudi uvedba socialnega razslojevanja in organizirane vojne, postavili so temelje na področju astronomije in matematike.

## Koncept
Izraz "antični Bližnji vzhod" izkorišča razliko iz 19. stoletja med Bližnjim vzhodom in Daljnim vzhodom, kot svetovnima regijama, ki sta v interesu britanskega imperija. Razlika se je začela med krimsko vojno. Zadnja večja ekskluzivna delitev na vzhod med tema dvema besedama je v diplomaciji v poznem 19. stoletju s Hamidiskim pokolom Armencev in Asircev s strani Otomanskega cesarstva v letih 1894-1896 in kitajsko-japonski vojni med letoma 1894-1895. Dve prizorišči opisujejo državniki in svetovalci britanskega imperija, to sta "na Bližnjem vzhodu" in "na Daljnem vzhodu". Taka delitev prizorišča Bližnjega vzhoda, ki je začelo prevladovati v 20. stoletju, se nadaljuje tudi v sodobnem času.
Kot Bližnji vzhod so smatrali dežele Otomanskega cesarstva na približno največjem možnem obsegu, ob padcu tega imperija se je uporaba pojma Bližnjega vzhoda v diplomaciji precej zožila. V tem času je postal prepoznaven antični Bližnji vzhod. Ta se je skliceval predvsem na svetopisemske dežele. Bližnji vzhod pod vladavino Otomanskega cesarstva se je gibal od Dunaja na severu do konice Arabskega polotoka na jugu, od Egipta na zahodu do meje z Irakom na vzhodu. Arheologi 19. stoletja so dodali Iran, ki ni bil nikoli pod Turki.

## Periodizacija
Periodizacija starodavnega Bližnjega vzhoda je poskus kategorizirati ali razdeliti čas, v diskretne imenovane bloke ali obdobja na Bližnjem vzhodu. Rezultat je opisna abstrakcija, ki zagotavlja priročno uporabo delitve na obdobja Bližnjega vzhoda v času, z relativno stabilnimi značilnostmi.
| Bakrena doba                           | Bakrena doba (4500 - 3300 pr. n. št.)          | Zgodnja bakrena doba       | Ubaidsko obdobje v Mezopotamiji                                                                                  |                                                                 |
| Bakrena doba                           | Bakrena doba (4500 - 3300 pr. n. št.)          | Pozna bakrena doba         | Kultura Ghassulien, Sumerija Uruško obdobje v Mezopotamiji, Gerzeanska kultura, Preddinastični Egipt, Proto-Elam |                                                                 |
| Bronasta doba (3300 - 1200 pr. n. št.) | Zgodnja Bronasta doba (3300 - 2000 pr. n. št.) | Zgodnja Bronasta doba I    | Protodinastična doba Egipta do Zgodnja dinastična doba Egipta                                                    |                                                                 |
| Bronasta doba (3300 - 1200 pr. n. št.) | Zgodnja Bronasta doba (3300 - 2000 pr. n. št.) | Zgodnja Bronasta doba II   | Zgodnja dinastična doba Sumerije                                                                                 |                                                                 |
| Bronasta doba (3300 - 1200 pr. n. št.) | Zgodnja Bronasta doba (3300 - 2000 pr. n. št.) | Zgodnja Bronasta doba III  | Staro egipčansko kraljestvo, Akadsko kraljestvo, zgodnja Asirija, Staro Elamsko obdobje, Sumersko-Akadske države |                                                                 |
| Bronasta doba (3300 - 1200 pr. n. št.) | Zgodnja Bronasta doba (3300 - 2000 pr. n. št.) | Zgodnja Bronasta doba IV   | Prvo vmesno obdobje Egipta                                                                                       |                                                                 |
| Bronasta doba (3300 - 1200 pr. n. št.) | Srednja Bronasta doba (2000 - 1550 pr. n. št.) | Srednja Bronasta doba I    | Tretja urska dinastija                                                                                           |                                                                 |
| Bronasta doba (3300 - 1200 pr. n. št.) | Srednja Bronasta doba (2000 - 1550 pr. n. št.) | Srednja Bronasta doba II A | Minojska civilizacija, zgodnja Babilonija, Srednje egipčansko kraljestvo                                         |                                                                 |
| Bronasta doba (3300 - 1200 pr. n. št.) | Srednja Bronasta doba (2000 - 1550 pr. n. št.) | Srednja Bronasta doba II B | Drugo vmesno obdobje Egipta                                                                                      |                                                                 |
| Bronasta doba (3300 - 1200 pr. n. št.) | Srednja Bronasta doba (2000 - 1550 pr. n. št.) | Srednja Bronasta doba II C | Staro kraljestvo Hetitov, Minojska erupcija                                                                      |                                                                 |
| Bronasta doba (3300 - 1200 pr. n. št.) | Pozna Bronasta doba (1550 - 1200 pr. n. št.)   | Pozna Bronasta doba I      | Srednje kraljestvo Hetitov, Hayasa-Azzi, Srednje Elamsko obdobje, Novo egipčansko kraljestvo                     |                                                                 |
| Bronasta doba (3300 - 1200 pr. n. št.) | Pozna Bronasta doba (1550 - 1200 pr. n. št.)   | Pozna Bronasta doba II A   | Novo Hetitsko kraljestvo, Mitani, Hayasa-Azzi, Ugarit, Mikenska Grčija                                           |                                                                 |
| Bronasta doba (3300 - 1200 pr. n. št.) | Pozna Bronasta doba (1550 - 1200 pr. n. št.)   | Pozna Bronasta doba II B   | Srednje Asirski imperij                                                                                          |                                                                 |
| Železna doba (1200 - 539 pr. n. št.)   | Železna doba I (1200 - 1000 pr. n. št.)        | Iron Age I A               | Troja VII, Hekla 3 erupcija, kolaps bronaste dobe, [ljudstva z morja]]                                           |                                                                 |
| Železna doba (1200 - 539 pr. n. št.)   | Železna doba I (1200 - 1000 pr. n. št.)        | Železna doba I B           | Neohetitske države, Neoelamsko obdobje, Aramejske države                                                         |                                                                 |
| Železna doba (1200 - 539 pr. n. št.)   | Železna doba II (1000 - 539 pr. n. št.)        | Železna doba II A          | 1000 - 900 pr. n. št.                                                                                            | Grška temna doba, tradicionalni datum Združene monarhije Izrael |
| Železna doba (1200 - 539 pr. n. št.)   | Železna doba II (1000 - 539 pr. n. št.)        | Železna doba II B          | Kraljestvo Izrael (Samarija), Urartu/Armenija, Frigija, Novoasirski imperij, Kraljestvo Judeja                   |                                                                 |
| Železna doba (1200 - 539 pr. n. št.)   | Železna doba II (1000 - 539 pr. n. št.)        | Železna doba II C          | Novobabilonski imperij, Medijci, padec Novoasirskega imperija, Arhajska Grčija, vzpon Perzije                    |                                                                 |